# Desvío Aguirre
Desvío Aguirre es una localidad argentina del partido de Tandil, Provincia de Buenos Aires.

## Población
Durante el censo nacional del INDEC de 2010 fue considerada como población rural dispersa. Anteriormente contaba con 52 habitantes (Indec, 2001) y 85 habitantes (Indec, 1991).